# 片切為安
片切 為安（かたぎり ためやす、生没年不詳）は、平安時代末期の武将。正式には片切為康。仮名は太郎。信濃国伊那郡片切郷地頭。

## 概要
片切氏の家祖の片切為基の玄孫、片切源太為行の曾孫、片切七郎為遠の孫、片切源二為長（片切赤須両郷地頭）の嫡男、長清（片切郷前沢地頭）、為信（赤須郷地頭）の兄、片切為村、片切朝康、片切朝景、片切康長の父、片切将監為盛の祖父。従祖父の片切小八郎大夫景重の養子となった。
なお、『吾妻鏡』に「為安」と記されるが、『尊卑分脈』には「為康」、長野県立歴史館蔵の片切氏系図（片切源祐筆）にも「為康」とある。片切氏の子孫に「康」の通字を用いる者がいることから「安」は誤記である。

## 生涯
平治の乱で養父景重が源義朝方に与して敗れたことから信濃片切の地は以後平家領となり20年数年に渡って所領を失っていたが、寿永3年（1184年）、源頼朝によって鎌倉に召し出され歓待を受け、旧領が返還された（『吾妻鏡』同年6月23日条）。
```
片切の太郎為安、信濃の国よりこれを召し出さる。殊に憐愍
[
1
]
せしめ給う。これ父小八郎大夫は、平治逆乱の時、故左典厩
[
2
]
の御共たるの間、片切郷は、平氏の為収公せられ、すでに二十余年手を空うす。仍（よ）って今日元の如く領掌すべきの由仰せらると。
```

嫡男の小太郎為村が後を継いだ。

## 脚註
1. ↑  れんみん。「情けをかける、心をこめる」の意
2. ↑  義朝のこと